# Dražovice u Sušice

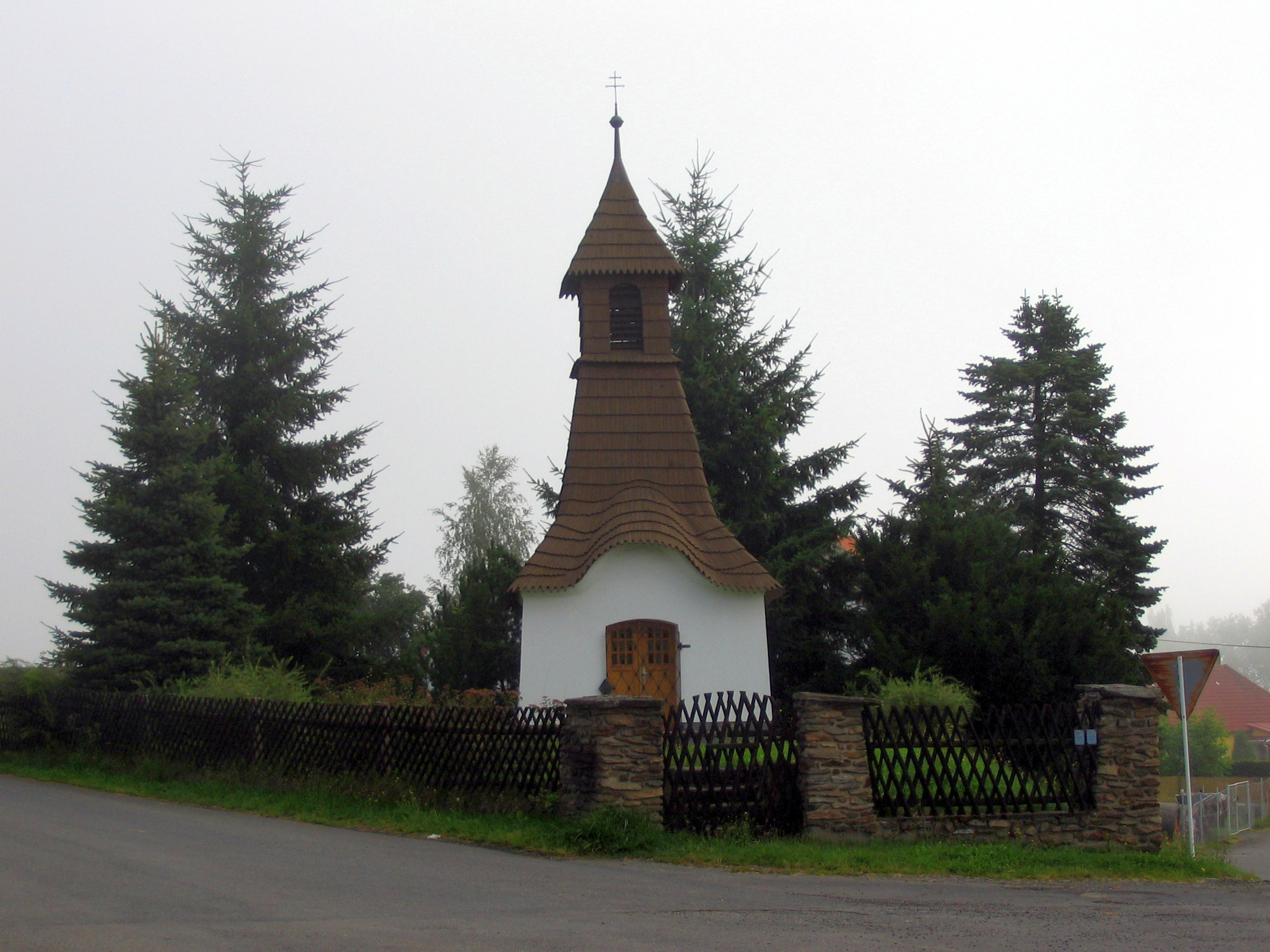
Kapelle des hl. Wenzel

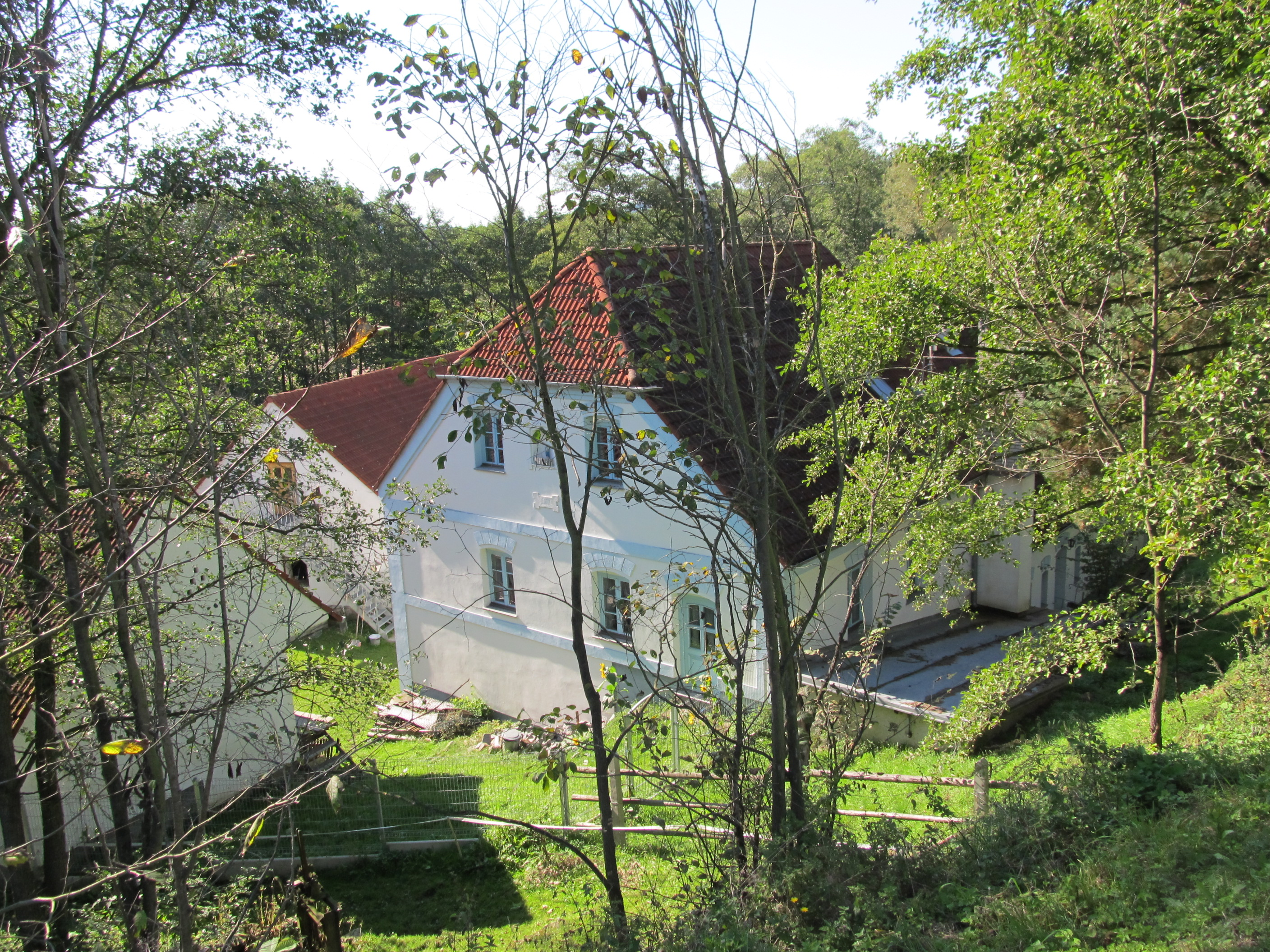
Mühle in Dražovice

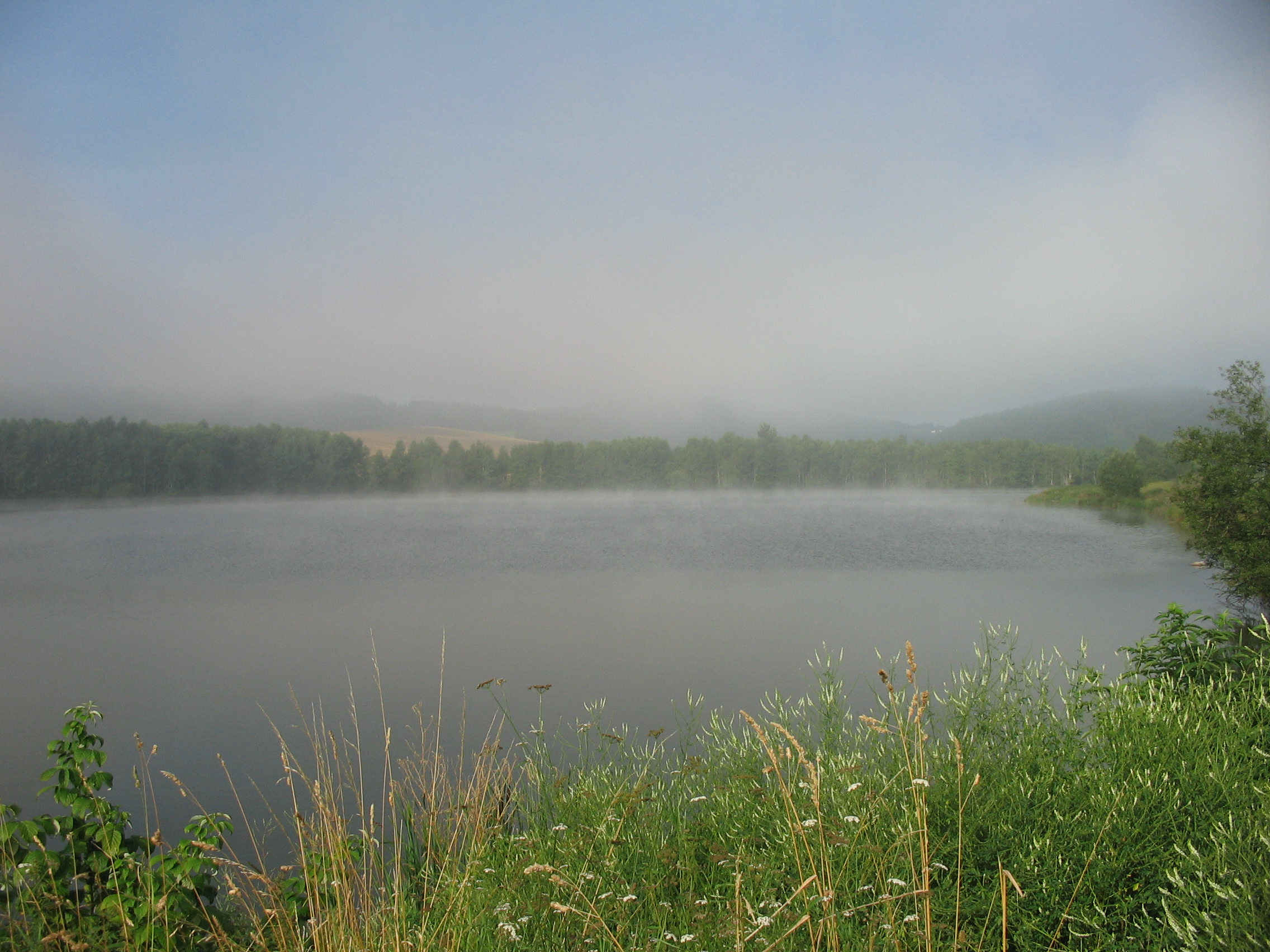
Podhrázský dražovický rybník

Dražovice (deutsch Draschowitz, früher Dražowitz) ist eine Gemeinde in Tschechien. Sie liegt sieben Kilometer östlich von Sušice und gehört zum Okres Klatovy.

## Geographie
Dražovice befindet sich in den Šumavské podhůří (Böhmerwaldvorland) im Tal des Baches Nezdický potok. Nördlich erhebt sich die Zbečná (570 m), im Nordosten der Kolmanův vrch (541 m), östlich der Vápenný vrch (548 m) und die Pálená hora (697 m), im Südosten der Bíreč (617 m) und der Háj (570 m), südlich der Na Homoli (513 m) und der Borovkův vršek (540 m), südwestlich der Sedlo (902 m) und der Chocholatý vrch (728 m), im Westen der Vyšoblak (568 m) sowie nordwestlich der Háj (640 m). Gegen Norden liegen die Teiche Chobot und Malkovec, westlich der Podhrázský dražovický rybník. Durch den Ort führt die Staatsstraße II/171 zwischen Sušice und Čkyně.
Nachbarorte sind Budětice, Čepice, Čímice und Žichovice im Norden, Bešetín, Podolí, Lázna, Bílenice und Damětice im Nordosten, Krejnice, Mačice und Bukovník im Osten, Žihobce, Podskalí und Věštín im Südosten, Dolejší Mlýn, Záplatův Mlýn, Rozsedly, Napajedla, Šimanov, V Chalupách und Kadešice im Süden, Pod Hrází, Albrechtice, Milčice, Záluží und Divišov im Südwesten, Vrabcov, Chocholice, Rok und U Lip im Westen sowie Podmokly und Velká Chmelná im Nordwesten.

## Geschichte
Die erste schriftliche Erwähnung des Dorfes und der Feste erfolgte im Jahre 1356 als Sitz des Vladiken Míky von Dražovice.
Nachfolgender Besitzer war zum Ende des 14. Jahrhunderts Buden von Dražovice, danach folgten Vojtěch und Janek von Dražovice. Im Jahre 1430 wurde Mikuláš von Dražovice erwähnt, der als Stammvater des Zweigs Cerhenský von Dražovice gilt. Mit Dluhomil von Dražovice wurde 1445 letztmals ein aus der örtlichen Vladikenfamilien stammender Besitzer des Gutes erwähnt. Danach wurde das Gut Dražovice wahrscheinlich mit einem anderen umliegenden Gut verbunden.
In der Mitte des 16. Jahrhunderts gehörte das Gut Jan Kalenice von Kalenice, er ließ wahrscheinlich zwischen 1530 und 1540 die neue Feste errichten. 1548 verkaufte er die Feste Dražovice mit dem Hof und Dorf an Břetislav Švihovský von Riesenberg. Später erwarb Marjána von Říčany das Gut; sie veräußerte die Feste, das Haus und das Dorf Dražovice 1581 an Jan Markwart Kotz von Dobrz. Es kann nicht ausgeschlossen werden, dass zu dieser Zeit auch noch die Alte Feste bestand. 1656 kaufte Michael Markgraf von Clavesana das Gut Dražovice auf und schlug es seiner Herrschaft Žichovice zu. Später gehörte die Herrschaft Albrecht Wilhelm von Kolowrat-Krakowsky, dessen Sohn Franz die Herrschaft 1707 an Johann Philipp von Lamberg veräußerte. Dieser erwarb im Jahr darauf noch die Herrschaft Raby und 1710 die Herrschaft Žihobce. Ihn beerbte Franz Anton Reichsfürst von Lamberg, der die vereinigten Güter im Jahre 1716 zu einem Fideikommiss erhob. Danach folgte 1760 dessen Sohn Johann Friedrich Reichsfürst von Lamberg, der 1797 ohne Nachkommen verstarb. Durch das Erlöschen der reichsfürstlichen Linie fielen deren Würde, Güter und Ämter 1804 an Johann Friedrichs Neffen Karl Eugen († 1831) aus der jüngeren Linie der Lamberger, der damit zum Reichsfürsten von Lamberg, Freiherrn von Ortenegg und Ottenstein auf Stöckern und Amerang erhoben wurde. Sein ältester Sohn Gustav Joachim Fürst von Lamberg trat das Erbe 1834 an.
Im Jahre 1838 bestand Dražowitz aus 60 Häusern mit 423 tschechischsprachigen Einwohnern. Im Ort gab es einen Meierhof, ein Wirtshaus, zwei Mühlen und eine Brettsäge. Pfarrort war Žihobetz. Bis zur Mitte des 19. Jahrhunderts blieb Dražowitz immer der Fideikommissherrschaft Schichowitz samt den Gütern Raby, Budietitz, Žihobetz und Stradal untertänig.
Nach der Aufhebung der Patrimonialherrschaften bildete Dražejovice / Dražowitz ab 1850 mit dem Ortsteil Bešetín / Beschetin eine Gemeinde im Gerichtsbezirk Schüttenhofen. Ab 1868 gehörte die Gemeinde zum Bezirk Schüttenhofen. Seit dem Anfang des 20. Jahrhunderts wird Dražovice als tschechischer Ortsname verwendet. Im Zuge der Aufhebung des Okres Sušice wurde Dražovice 1960 dem Okres Klatovy zugeordnet. Zwischen 1980 und 1990 war das Dorf nach Žihobce eingemeindet. Seit dem 24. November 1990 besteht die Gemeinde Dražovice wieder.

## Gemeindegliederung
Für die Gemeinde Dražovice sind keine Ortsteile ausgewiesen. Grundsiedlungseinheiten sind Dražovice (Draschowitz) und Pod Hrází (Podhari).

## Sehenswürdigkeiten
- Kapelle des hl. Wenzel am Dorfplatz
- Neue Feste Dražovice, der kleine Renaissancebau wurde zwischen 1530 und 1540 auf dem Gelände des Meierhofes errichtet und 1548 erstmals erwähnt. Nach dem Verkauf des Gutes an die Herrschaft Žichovice diente sie ab 1656 als Wohngebäude für den Gutsverwalter und Beschäftigte. Heute ist sie ein Wohnhaus.
- Wüste alte Feste Dražovice, sie entstand wahrscheinlich in der ersten Hälfte des 14. Jahrhunderts am nördlichen Rand des Dorfes und wurde 1356 erstmals erwähnt. Die letzte Nachricht stammt von 1445, danach erlosch sie. Erhalten sind der Burghügel mit einem Durchmesser von 25 Metern sowie die Reste der ihn umgebenden doppelten Wall- und Grabenanlage.

## Persönlichkeiten
- Jan Duben (1829–1910), österreichisch-ungarischer und tschechischer römisch-katholischer Priester und Politiker